# Cracidae
Famille
Les Cracidae (ou cracidés en français) sont une famille d'oiseaux constituée de 11 genres et de 55 espèces existantes d'ortalides, pénélopes, oréophase et hoccos.

## Description
Les cracidés sont des gallinacés de taille moyenne à grande (de 42 à 92 cm), à longue queue et dont les mœurs sont à prédominance arboricole.

## Habitats et répartition
Ils vivent en Amérique du Sud et Centrale, où ils fréquentent les forêts, les bois clairs et les fourrés, du niveau de la mer jusqu'à 3 900 m d'altitude.

## Systématique
D'après Alan P. Peterson, cette famille est constituée de deux sous-familles, les Penelopinae et les Cracinae (ordre phylogénique) :
- sous-famille Penelopinae
  - genre Ortalis
  - genre Penelope
  - genre Pipile
  - genre Aburria
  - genre Chamaepetes
  - genre Penelopina
  - genre Oreophasis
- sous-famille Cracinae
  - genre Nothocrax
  - genre Mitu
  - genre Pauxi
  - genre Crax

Pour Handbook of the Birds of the World (checklist 2014), cette famille est constituée ainsi (ordre phylogénique) :
- sous-famille Penelopinae
  - genre Chamaepetes
  - genre Penelopina
  - genre Penelope
  - genre Pipile
  - genre Aburria
- sous-famille Oreophasinae
  - genre Oreophasis
- sous-famille Ortalisinae
  - genre Ortalis
- sous-famille Cracinae
  - genre Nothocrax
  - genre Crax
  - genre Pauxi
  - genre Mitu

### Liste des espèces
Selon la classification de référence du Congrès ornithologique international (version 15.1, 2025) :